# Съюз на съдиите в България
Съюзът на съдиите в България (ССБ; на английски: Bulgarian Judges Association) е българска неправителствена организация, представляваща професионално сдружение на български съдии, съдействаща за защита на техните професионални, интелектуални, социални и материални интереси и за укрепване на престижа на съдилищата в България.
През 2011 г. организацията е удостоена с наградата „Човек на годината“ на Български хелзинкски комитет.

## Казуси

### Учредяване
Съюзът възниква на 18 март 1997 г., т.е. непосредствено след политическа криза в България (1996 – 1997) довела на власт правителство на СДС с премиери Стефан Софиянски и Иван Костов. По време на учредяването на съюза, една от неговите най-активни деятелки е главен секретар на Министерски съвет – Нели Куцкова. Сред 29-те учредители са имената и на Георги Шопов и Петър Михайлов, бъдещи членове на Висшия съдебен съвет и Инспектората към Висшия съдебен съвет, съпричастни към изборни скандали с корупционен оттенък в съдебната система.
Сред имената на председателите на този професионален съюз са имената на Нели Куцкова и Мирослава Тодорова. Член на този професионален съюз е и Сотир Цацаров.

### Избор на главен прокурор през 2012 г.
На 20 декември 2012 г. след противоречива процедура за нов главен прокурор на Република България е избран Сотир Цацаров. На следващия ден президентът Росен Плевнелиев подписва указ за назначаването му. На 27 декември 2012 г. управителният съвет на ССБ излиза с позиция относно избора на нов главен прокурор, в която се заявява, че указът на президента за назначаване на Цацаров на поста трябва да се провери от Конституционния съд. Според членовете на съвета изборът и назначаването на новия главен прокурор са извършени в нарушение на конституцията и поради това указът на президента подлежи на проверка за съответствието му с върховния закон. В позицията се посочва, че процедурата за избор, приета от ВСС, противоречи на разписаните в закона изисквания, както и че при нея се е случила „безпрецедентна намеса на член на правителството при избора на висш орган на съдебната власт“, а именно – министърът на правосъдието Диана Ковачева. От професионалната организация аргументират позицията си с това, че „[с]ъдийската общност не може да остане безучастна при публичното погазване на Конституцията на държавата. Дори когато не разполагаме с правомощия да попречим на потъпкването, службата ни за утвърждаване на върховенството на закона не допуска да бъдем мълчаливи наблюдатели“.

## Отношение към военния преврат в Турция
След като в Република Турция е обявено военно положение след неуспешния опит за държавен преврат от юли 2016 г., Съюзът излиза с открито писмо в подкрепа на арестуваните 2745 турски съдии и прокурори, които са заподозрени във връзки с Хизмет:
| „      | Съюзът на съдиите в България следи с особена загриженост и тревога случващото се по отношение на наши колеги в Република Турция. В рамките на международното сътрудничество между съдийски организации бяхме информирани, че отстранените вчера от длъжност 2745 турски съдии и прокурори очакват да бъдат и задържани под стража. Изразяваме категоричната си увереност, че тези наши колеги не биха могли да участват в действия, подриващи демокрацията и правото. Заявявайки непримиримостта ни към всякакви форми на насилствено въздействие, декларираме твърдото си становище, че не следва в борбата срещу такива действия да бъдат жертвани свободата и сигурността на наши колеги – съдии и прокурори. | “ |
| [ 14 ] | |   |